# شاهدخت الکسیا هلند
شاهدخت الکسیا هلند (انگلیسی: Princess Alexia of the Netherlands؛ زادهٔ ۲۶ ژوئن ۲۰۰۵)  دومین دختر ویلم-آلکساندر هلند و ملکه ماکسیما هلند است. شاهدخت الکسیا یکی از اعضای خاندان سلطنتی هلند و دومین نفر در صف جانشینی تاج و تخت هلند است.